# Ghiacciaio Goff
Il ghiacciaio Goff (in inglese Goff Glacier) è un ampio ghiacciaio situato sull'isola Thurston, al largo della costa di Eights, nella Terra di Ellsworth, in Antartide. Il ghiacciaio, il cui punto più alto si trova a circa 200 m s.l.m., fluisce verso nord a partire dal picco Parker, nella zona settentrionale dell'isola, fino ad entrare nell'insenatura di Koether.

## Storia
Il ghiacciaio Goff è stato così battezzato dal Comitato consultivo dei nomi antartici in onore del tenente Robert G. Goff, copilota dell'idropattugliatore PBM Mariner del Gruppo Orientale dell'Operazione Highjump, grazie a cui fu possibile scattare diverse fotografie aeree di questo ghiacciaio e delle aree costiere adiacenti nel periodo 1946-47.